# Eudonia oxythyma
Eudonia oxythyma là một loài bướm đêm trong họ Crambidae.